# Обща
О́бща — проміжна залізнична станція 5-го класу Запорізької дирекції Придніпровської залізниці на неелектрифікованій лінії Запоріжжя II — Пологи між станціями Фісаки (13 км) та Оріхівська (15 км). Розташована у селі Таврійське Запорізького району Запорізької області.

## Пасажирське сполучення
На станції Обща зупиняються поїзди приміського сполучення.
| Рух поїздів по станції Обща |                       |                          |
| №                           | Маршрут сполучення    | Періодичність курсування |
| 6841                        | Пологи — Запоріжжя II | Щоденно                  |
| 6844                        | Запоріжжя II — Пологи | Щоденно                  |
| 6849                        | Пологи — Запоріжжя II | Щоденно                  |
| 6852                        | Запоріжжя I — Пологи  | Щоденно                  |